# ビスポ
株式会社ビスポ（英称：Vispo）は、株式会社ジッピー・プロダクションの子会社が一員としてテレビ番組の調査および制作スタッフ派遣を行う制作プロダクションである。

## 役員
- 代表取締役社長：野村直子

## 主な番組

### 現在、調査を取り入れられている番組
NHK
- なし

日本テレビ系
- スッキリ
- ザ!世界仰天ニュース
- news zero
- ぶらり途中下車の旅
- メレンゲの気持ち
- 行列のできる法律相談所
- ダウンタウンのガキの使いやあらへんで!
- ぐるぐるナインティナイン
- おしゃれイズム
- スクール革命!
- 幸せ!ボンビーガール
- 女心がわかる男、わからない男。

TBS系
フジテレビ系
- ネプリーグ
  - ネプキッズリーグ
- 世界の絶景100選
- 明石家サンタの史上最大のクリスマスプレゼントショー
- 芸能界特技王決定戦 TEPPEN

テレビ朝日系
- ビートたけしのTVタックル

テレビ東京系

### かつて、調査を取り入れられた番組
NHK
- びっくり法律旅行社

日本テレビ系
- ズームイン!!SUPER
- ジェネジャン
- アンテナ22
- Dの嵐!
- 恋愛部活
- ツボ屋与兵衛
- GOOD LOOKIN′CLUB
- 超大型歴史アカデミー史上初!1億3000万人が選ぶニッポン人が好きな偉人ベスト100
- ゲツヨル!
- くりぃむしちゅーのたりらりでイキます!!
- 未来予報201x
- ダウンタウンのガキの使いやあらへんで!!年末大晦日スペシャル
  - 絶対に笑ってはいけない警察24時
  - 絶対に笑ってはいけない病院24時
  - 絶対に笑ってはいけない新聞社24時
  - 絶対に笑ってはいけないホテルマン24時
  - 絶対に笑ってはいけないスパイ24時
- 今田ハウジング
- トシガイ
- 業界クイズ ミニキテ!（中京テレビ）
- 爆笑100分テレビ!平成ファミリーズ
- くちコミ☆ジョニー!
- オジサンズ11
- 時空間☆世代バトル 昭和×平成 SHOWはHey! Say!
- 弟子っちょピカ丸
- 専門チャンネル 専テレgo!go!
- TheサンデーNEXT
- 明石家さんまに聞きたかったのはそういうコトだったのねスペシャル
- なるほど!ハイスクール
- 週末のシンデレラ 世界!弾丸トラベラー

TBS系
- オビラジR
- パパとムスメの7日間
- 山田太郎ものがたり
- ハウメニージャパン!
- 悪魔の契約にサイン
- 久米宏のテレビってヤツは!?（毎日放送）
- クメピポ! 絶対あいたい1001人（毎日放送）
- 世界笑える!ジャーナル

フジテレビ系
- 幸せって何だっけ 〜カズカズの宝話〜
- クロノス
- ジャンプ!○○中
- 検定ジャポン
- 人生もっと満喫アワー トキめけ!ウィークワンダー
- あっぱれ!!さんま新教授
- 爆笑 大日本アカン警察
- 〜あらゆる世界を見学せよ〜潜入!リアルスコープ
- タカトシ×くりぃむのペケ×ポン
- 映像体験!イッキ見シアター（関西テレビ）

テレビ朝日系
- アドレな!ガレッジ
- 恋愛百景
- すくいず!『遭遇難易度ランキングTV』
- 笑いの金メダル（朝日放送）
- 美味紳助
- 女神のアンテナ
- ザ・クイズマン!
- キングコングのあるコトないコト（メ〜テレ）

テレビ東京系
- ペット大集合!ポチたま
- ガレッジ ワザーランド
- エンジョイガレッジ
- スカ☆J
- 撮りッたがり決死隊 トッターマンDS
- ツッコミ日本代表2006
- ガレッジ×ビレッジ
- メデューサの瞳 〜人を見抜く天才たち〜
- ハロモニ@
- 新説!?日本ミステリー
- Hi! Hey! Say!
- 世界を変える100人の日本人! JAPAN☆ALLSTARS
- この日本人がスゴイらしい。 Brand New Japan
- 所さんの学校では教えてくれないそこんトコロ!
- ソロモン流
- 旅RUNガール